# 서울금천소방서
서울금천소방서(서울衿川消防署, Seoul Geumcheon Fire Station)는 서울특별시 금천구를 관할하는 서울특별시 소방재난본부 산하의 소방서이다.

## 관할센터 및 관할구역
서울금천소방서는 1개의 119안전센터, 1개의 119구급전문센터를 산하에 두고 있다.
| 명칭                | 사진 | 주소                   | 관할구역      | 지역대 |
| ------------------- | ---- | ---------------------- | ------------- | ------ |
| 독산119구급전문센터 |      | 금천구 시흥대로 386    | 금천구 독산동 |        |
| 시흥119안전센터     |      | 금천구 시흥대로45길 31 | 금천구 시흥동 |        |

## 같이 보기
- 대한민국 소방청
- 대한민국의 소방
- 대한민국 소방공무원